# Hanna Zimmermann
Hanna Zimmermann (* 1988 in Münster) ist eine deutsche Fernsehmoderatorin und Redakteurin.

## Leben und Wirken
Zwischen 2006 und 2009 war Hanna Zimmermann freie Mitarbeiterin bei den Ruhr Nachrichten und den Westfälischen Nachrichten. Danach absolvierte sie ein einjähriges Volontariat beim ZDF mit Einsätzen unter anderem im Auslandsstudio New York und im Landesstudio Nordrhein-Westfalen in Düsseldorf. 2011 schloss sie ihr Journalistikstudium mit den Nebenfächern Germanistik und Wirtschaftswissenschaften an der Technischen Universität Dortmund mit dem akademischen Grad Bachelor of Arts ab. 2014 folgte der Master-Abschluss in Journalistik am selben Institut.
Von 2011 an war sie für das ZDF-Landesstudio NRW und die Kindernachrichtensendung logo! und von 2012 für die Lokalzeit Düsseldorf vom WDR Autorin. Ab 2013 war sie für zwei Jahre Chefin vom Dienst, Live-Reporterin und Autorin für Phoenix. Ab 2015 war sie Chefin vom Dienst und Autorin für heute – in Deutschland, den Länderspiegel, Livereporterin bei den ZDF-Wahlsendungen, Mitarbeiterin beim ZDF spezial und Vertretungsmoderatorin beim auslandsjournal extra in 3sat.
Ab 2016 war sie zudem Redakteurin und Moderatorin im ZDF-Börsenstudio an der Börse Frankfurt. Seit dem 12. März 2018 bis zur Einstellung der Sendung im Juni 2020 war Zimmermann Moderatorin und Redakteurin bei heute+.
Zwischen September 2020 und Sommer 2021 war sie neben Nazan Gökdemir Hauptmoderatorin der ZDF-Nachrichtensendung heute journal up:date.
Seit dem 10. Januar 2022 fungiert sie als Co-Moderatorin des heute-journals an der Seite von Christian Sievers. Sie ist in diesem Format für die Nachrichtenblöcke zuständig. Außerdem moderiert sie als sporadische Vertretung die Kurznachrichten heute Xpress im ZDF. Im Juni 2024 gab sie ihre zweite Schwangerschaft bekannt. Seit 19. Mai 2025 ist sie wieder im Einsatz.